# بادی لستر
بادی لستر (انگلیسی: Buddy Lester؛ ۱۶ ژانویهٔ ۱۹۱۷ – ۴ اکتبر ۲۰۰۲) بازیگر و کمدین اهل ایالات متحده آمریکا بود.
از فیلم‌ها یا برنامه‌های تلویزیونی که وی در آن نقش داشته است، می‌توان به ۱۱ یار اوشن، پارتی، شیفته زن‌ها، سه نفر روی نیمکت و دهان‌گشاد اشاره کرد.